# Prestrud Bank
Prestrud Bank är en sandbank i Antarktis. Den ligger i havet utanför Västantarktis. Nya Zeeland gör anspråk på området.